# Видакут (Харгита)
Видакут (рум. Vidacut) насеље је у Румунији у округу Харгита у општини Сачел. Oпштина се налази на надморској висини од 448 m.

## Становништво
Према подацима из 2002. године у насељу је живело 352 становника.

### Попис2002.
| Расподела становништва по националности 2002.‍ | Расподела становништва по националности 2002.‍ | Расподела становништва по националности 2002.‍ | Расподела становништва по националности 2002.‍ | Расподела становништва по националности 2002.‍ |
| --------------------------------------------- | --------------------------------------------- | --------------------------------------------- | --------------------------------------------- | --------------------------------------------- |
|                                               |                                               |                                               |                                               |                                               |
| Румуни                                        | Румуни                                        |                                               | 218                                           | 62,5%                                         |
| Мађари                                        | Мађари                                        |                                               | 131                                           | 37,5%                                         |